# نظریه درون‌همزیستی

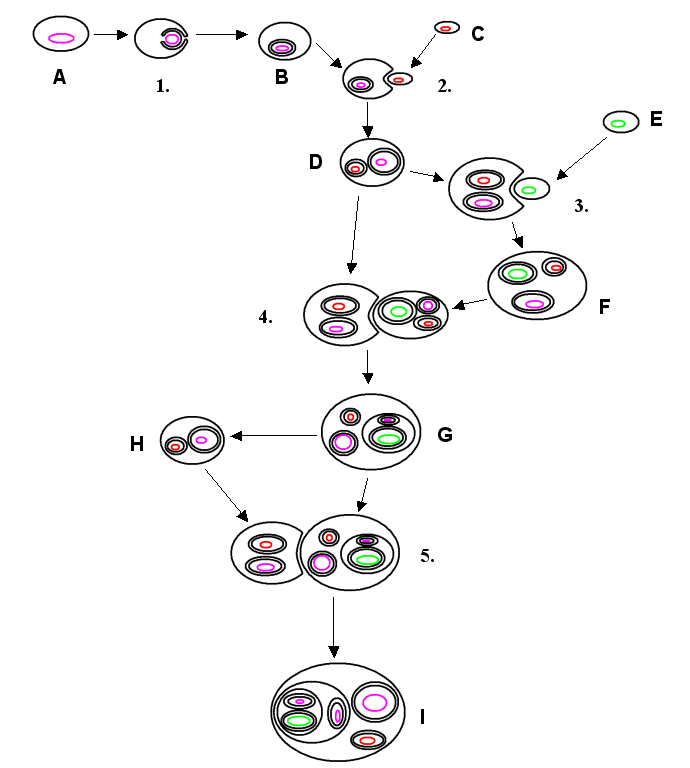
نظریهٔ درون همزیستی

نظریهٔ درون‌همزیستی (Endosymbiotic theory)، نظریه‌ای که براساس آن یوکاریوت‌های فعلی از الحاق پروکاریوت‌ها و یاخته‌های هسته‌داران اولیه منشأ گرفته‌اند. این نظریه، خاستگاه میتوکندری‌ها و کلروپلاست‌ها را از باکتری‌ها می‌داند. این نظریه را لین مارگولیس اولین بار ارائه کرد.
نظریهٔ درون‌همزیستی می‌گوید میکروارگانیسم‌ها با خوردن انواعی از سلول‌های کوچکتر واجد اندامک‌های غشادار شده‌اند.
این نظریه جزو نظریاتی است که روش تکامل اندامک‌های سلول‌ها را توضیح می‌دهد. بر اساس این نظریه، بلعیدن دیگر سلول‌ها و همزیستی آن‌ها باعث شکل‌گیری اندامک‌های سلولی همچون دیسه و هسته شده‌است.
برمبنای این نظریه، میتوکندری در اصل یک باکتری هوازی بوده‌است که به‌وسیلهٔ سلول هسته‌دار بلعیده شده‌است. اما به‌جای آن‌که به‌وسیلهٔ سلول هضم شود به زندگی خود در سلول ادامه داده و تنفس سلولی را برعهده گرفته‌است.
هم‌چنین بر مبنای این نظریه، کلروپلاست در اصل یک سیانوباکتری فتوسنتزکننده بوده‌است که به‌طریق مشابه با میتوکندری همزیستی خود را با سلول هسته‌دار اولیه آغاز کرده‌است.